# Bettina Ehrlich
Pour les articles homonymes, voir Bauer et Ehrlich.
Bettina Ehrlich, née Bauer le 10 mars 1903 à Vienne et morte le 10 octobre 1985 à Londres, est une peintre autrichienne et illustratrice de livres pour enfants, dont elle écrit également un grand nombre. Elle vit brièvement à Berlin et à Paris, et à partir de 1938 en Angleterre. 

## Biographie
Bettina Bauer naît le 10 mars 1903 à Vienne,. Elle étudie pendant trois ans à la Kunstgewerbeschule, ou école des arts et métiers, de Vienne (aujourd'hui l'Université des arts appliqués ). Elle vit à Berlin pendant deux ans et à Paris pendant un an, et fait une exposition artistique dans chaque ville. 
Le 27 novembre 1930, elle épouse le sculpteur Georg Ehrlich; comme elle, il est juif. Après l'Anschluss nazi en mars 1938, il est trop dangereux pour eux d'être en Autriche. Ehrlich est alors en Angleterre à l'époque et y  reste; Bettina le rejoint en juillet 1938, apportant avec elle beaucoup de ses œuvres. 

## Travail
Bettina Ehrlich travaille de nombreuses techniques, y compris l'aquarelle, les peintures à l'huile et diverses techniques d'impression ( gravure, linogravure, lithographie et gravure sur bois ). À l'Exposition Internationale des Arts et Techniques dans la Vie Moderne à Paris en 1937, elle remporte une médaille d'argent pour ses soies peintes à la main. 
Ehrlich commence à illustrer et à écrire des livres pour enfants pendant la Seconde Guerre mondiale. Show Me Yours : A Little Paintbook et Poo-Tsee, the Water-Tortoise sont tous deux publiés par Chatto & Windus en 1943, sous le nom de plume "Bettina". En tout, elle en illustre plus de vingt  dont la plupart sont écrits par elle-même. 
Elle est experte dans les techniques de moulage de bronze en cire perdue et de patinage du bronze. Après la mort de son mari, en 1966, elle produit des moulages à partir de ses modèles en plasticine et en plâtre ; ils sont de la même qualité que ceux qu'il avait réalisés lui-même. 
Elle meurt d'un cancer du poumon dans un hôpital de Londres le 10 octobre 1985. Elle a prévu dans son testament que les originaux et les moulages restants de l'atelier de son mari seraient renvoyés à Vienne. 

## Publications
Les livres illustrés pour enfants, écrits par Bettina, sauf mention contraire, comprennent :
- Show Me Yours: A Little Paintbook 1943 (London: Chatto & Windus)
- Poo-Tsee, the Water-Tortoise 1943 (London: Chatto & Windus)
- Carmello 1945 (London: Chatto & Windus)
- Cocolo 1945 (London: Chatto & Windus)
- Cocolo Comes to America 1949 (Harper)
- Cocolo's Home 1950 (Harper) - "Elegant animal nonsense and a favorite animal character in a new Cocolo story."[6]
- Castle in the Sand 1951 (New York: Harper & Brothers) - "... this story is permeated by a tired adult nostalgia for the super-imposed chivalry of innocent, pre-adolescent affection. As always, the author's illustrations in black and white are exquisite. Too precious for general."[7]
- A Horse for the Island 1952 (London: Hamish Hamilton) - "A gentle fable which is not without its charm- but special."[8]
- Piccolo 1954 (New York: Harper & Brothers)
- The Swans of Ballycastle 1954 (New York: Ariel-Farrar, Straus & Young)
- The Magic Christmas Tree, written by Lee Kingman, 1956 (Harper)
- Angelo and Rosaline 1957 (London: William Collins, Sons)
- Pantaloni 1957 (New York: Harper & Brothers) - "The muted colors and superb draughtsmanship of illustrations depicting village life and Italian temperament are a joy. The story moves very naturally toward a happy ending..."[9]
- Trovato 1959 (New York: Farrar, Straus & Cudahy)
- For the Leg of a Chicken 1960 (London: Collins)
- Paolo and Panetto 1960 (London: Oxford University Press)
- Dolls 1962 (London: Oxford University Press)
- Francesco and Francesca 1962 (London: Oxford University Press)
- Of Uncles and Aunts 1963 (London: Oxford University Press)
- Tal and the Magic Rarruget, written by Eva-Lis Wuorio, 1965 (Cleveland: The World Publishing)
- The Goat Boy 1965 (London; Vienna: Oxford University Press)
- Sardines and the Angel 1967 (London: Oxford University Press)
- Neretto 1969 (London: Oxford University Press)